# Nikola Petanović
Nikola Petanović (Crmnica, Kneževina Crna Gora, 1892. — San Francisko, 1932), bio je američki publicista, crnogorskog porijekla, te borac za nezavisnu Crnu Goru (u periodu 1927—1931).

## Biografija
U vrijeme dok u Crnoj Gori traje opšta mobilizacija pred Prvi balkanski rat, (što će se kasnije nastaviti i sa Drugim balkanskim, te Prvim svjetskim ratom), Petanović će na poziv starijeg brata Mitra 1912. emigrirati u SAD, gdje se, u početnu amaterski, a od 1923. i profesionalno baviti književnim i publicističkim radom. Godine 1923. objavio je svoje prvo pjesničko djelo Ponos života, objavljeno na srpskom jeziku pod pseudonim NAIAD.
Godine 1924. promovišući svoje književno djelo, medu srpskim iseljenicima iz Crne Gore, Petanović započinje i politički djelovati, štampanjem brošura i čestim predavanjima o Crnoj Gori.
Već koju godinu kasnije, oko Petanovića se okuplja određeni broj intelektualaca i uticajnih ljudi iz SAD-a koji mu daju podršku u zalaganjima za obnavljanje suverene države Crne Gore, pod pokroviteljstvom SAD-a. Potpomognut od ovih krugova, Petanović 1927. pokreće časopis „Montenegrin Mirror“ (srp.Crnogorsko ogledalo) i utemeljuje Odbor za suverenu i samostalnu Crnu Goru u San Franciscu. A uz njihovu pomoć nastavlja pritisak na američku javnost u vezi pitanja crnogorske državnosti, sve do kraja 1931. godine.
Nikola Petanović se, kroz svoj publistički i politički rad, zalagao za stvaranje uslova za održavanje referenduma na kojem bi se stanovnici nekadašnje Kraljevine Crne Gore slobodno izjasnili u kakvoj državi žele živjeti. Buduću Crnu Goru je vidio kao samostalnu, razvijenu zemlju (čak "lidera zemalja na Balkanu), okrenutu ne prema evropskim silama, več prema SAD kao budućoj svjetskoj velesili".
Njegovi savremenici i neki bliski prijatelji pišu, da je Petanović imao sasvim jasne predstave o Crnogorcima kao Srbima po porijeklu. Na SAD je gledao kao na budućeg zaštitnika crnogorskih interesa, jer je vjerovao da će postati najveća vojna i ekonomska sila na globalnom nivou". Te, da je svoju borbu za obnavljanje crnogorske države smatrao „važnijom od svog privatnog života“, te se tako nije ženio i nije ostavio potomstva.
Sahranjen je na srpskom groblju Kolma u okolini San Franciska. Na humci koja je za dugo bila bez natpisa ili obelježja grobar je postavio improvizovani drveni krst.
Djela Nikole Petanovića, dugo nisu bila poznata široj srpskoj javnosti. Sa ponovnim vaskrsavanjem crnogorskog separatizma krajem 1990ih, nevladina organizacija pod nazivom Matica crnogorska objavila je zbornik Nikola Petanović - Crnogorsko ogledalo i tako dala na značaju ovoj ličnosti.

## Svijest o srpskom porijeklu Crnogoraca
Petanović je bio vatreni pristalica obnove crnogorske nezavisnosti, ali nikada nije napuštao svijest da su Crnogorci Srbi. U svojim tekstovima između ostaloga piše: "Neko može upitati zar nisu Crnogorci Srbi? Da Crnogorci jesu porijeklom Srbi, ali nisu Srbijanci. Ali zašto bismo uzimali uopšte u obzir tako površno tumačenje nacionalnosti. Postojalo je vrijeme kada smo svi bili homogeni po pitanju nacionalnosti, a sada smo različiti... Svaki Crnogorac je imao toliko ljubavi za Srbijance dok je Crna Gora bila nezavisna. Zašto? Zato što je postojalo nešto iza čega su svi Srbi stajali. Sada kada je to nešto nestalo trebalo bi da postoji nešto drugo što bi ujedinilo sve Srbe i Slovene sa Balkanskog poluostrva da stanu iza toga. Crna Gora mu je zemlja Dušana, Ivana i Nikole, čime dokazuje da Nemanjiće nije smatrao okupatorima Crne Gore: "Činjenica je da je, kako stvari sada stoje, neprijatelj nanio smrtonosni udarac Crnoj Gori tako da je lako mogao pokoriti zemlju Dušana, Ivana i Nikole . Nevidljiva crna ruka, koja drži nož zaboden posred srca balkanskih naroda se neće lako otkloniti bez buđenja svijesti svih naroda koji sada spavaju mrtvim snom... Ali Crna Gora nije u potpunosti zarobljena u kandžama francuskog tigra..."
U tekstu "Našim zemljacima" piše: "...i da ovom civilizovanom svijetu koji se služi engleskim jezikom dokažemo da smo potomci naših herojskih očeva koji očuvaše slobodu i zavjet srpske nacije u svetim planinama naše krševite otadžbine... Mi smo više nego uvjereni da se naš Lovćenski genije povrati danas... da bi, kad bi vidio kako propada naš narodni ponos i naša čudna karakteristika, pozvao ne samo Crnogorce, nego i sve Srbe i sve čestite južne slovene u sveti rat protiv korupcije..." "...srpske štamparije koja je postojala na Skadru u šesnaestom vijeku. "... mi pravo zdravo srpstvo nijesmo nikad kudili, ali mi vidimo da se pod krinkom nekada slavnog i plemenitog srpstva krije ciganija i poganština turskih, i još ko zna čijih mulana, vidimo da je taj pasji milet monopolisao u - prah - pretvoreno srpstvo... Kada se Šumadija prozvala "Srbija" znali su oni koji su to učinili da to znači prisvajanje svega što je srpsko i crnogorsko... sam kralj Nikola. On pjeva srpstvu i slavi ga... dok oni, koji su od srpstva firmu stvrili, kopahu mu ispod zemlje..."
"Konsolidacija i lojalnost crnogorskog naroda su bile bačene u prašinu pod uticajem tursko - cincarskih i ciganskih elemenata koji su apsorbovali Srbiju i bavili se srpskim osobenstima. Na žalost veliki broj Crnogoraca je podlegao ovim uticajima jer su naivno vjerovali da je to srpsko nasljeđe u drugom obliku." "..treba se napraviti veoma pažljiva razlika između Vlade i srpskog naroda... Crna Gora će se rado ujediniti sa Srbima srodnog porijekla, ali nikada neće pristati da bude u zavisnoj poziciji." "Vojska na Grahovu je bila obeshrabrena crnogorskom odbranom Lovćena, gde je 500 godina čuvan barjak, simbol slobode Srba."
Iz svega navedenog se vidi jasan stav da Nikola Petanović nije bio nesrpski Crnogorac, već kao ponosni crnogorski Srbin nije mogao da podnese politički gubitak crnogoske državnosti. Za to je optuživao Francusku masoneriju koja po njemu stvara Kraljevinu SHS, a samim Srbijancima i Srbiji osporava srpstvo zbog asimilacije brojnih Cincara, Roma i drugih etničkih skupina.